# John Wensink
John Wensink (* 1. April 1953 in Cornwall, Ontario) ist ein ehemaliger kanadischer Eishockeyspieler und -trainer niederländischer Herkunft, der im Verlauf seiner aktiven Karriere zwischen 1970 und 1985 unter anderem 446 Spiele für die St. Louis Blues, Boston Bruins, Nordiques de Québec, Colorado Rockies und New Jersey Devils in der National Hockey League (NHL) auf der Position des linken Flügelstürmers bestritten hat. Zum Ende seiner Karriere wechselte Wensink in das Geburtsland seiner Eltern, wo er als Nationalspieler die C-Weltmeisterschaft 1989 bestritt. Mit den Boston Bruins erreichte der Enforcer in den Jahren 1977 und 1978 jeweils die Finalserie um den Stanley Cup.

## Karriere
Wensink, dessen Eltern aus den Niederlanden nach Kanada immigrierten, verbrachte seine Juniorenzeit zwischen 1970 und 1973 bei den Cornwall Royals, die zu dieser Zeit der Ligue de hockey junior majeur du Québec (LHJMQ) angehörten. In seinem zweiten Jahr bei den Royals gewann er mit der Mannschaft das Double bestehend aus dem Coupe du Président der LHJMQ und dem Memorial Cup der gesamten Canadian Hockey League (CHL). In Folge seines dritten und letzten Jahrs bei den Junioren wurde Wensink sowohl im NHL Amateur Draft 1973 in der siebten Runde an 104. Position von den St. Louis Blues aus der National Hockey League (NHL) als auch im WHA Amateur Draft 1973 in der dritten Runde an 28. Stelle von den New York Golden Blades aus der zu dieser Zeit mit der NHL in Konkurrenz stehenden World Hockey Association (WHA) ausgewählt.
Zur Saison 1973/74 wechselte der Angreifer in die Organisation der St. Louis Blues, kam aber in seiner Rookiespielzeit zumeist für deren Farmteam, die Rochester Americans, in der American Hockey League (AHL) zu Einsätzen. Im Saisonverlauf wurde er aufgrund mehrerer Vergehen für insgesamt 15 Spiele gesperrt. Darüber hinaus feierte Wensink aber auch sein NHL-Debüt und kam dreimal für die Blues zum Einsatz. Das Spieljahr 1974/75 spielte er mit den Denver Spurs bei einem weiteren Kooperationspartner aus der Central Hockey League (CHL). Aufgrund einer erheblichen Rückenverletzung mit anschließender Operation im Januar 1975 bestritt der Enforcer aber nur 21 Partien für Denver in diesem Jahr und fiel deshalb auch die gesamte Saison 1975/76 aus. Folglich unterbreiteten die St. Louis Blues Wensink keinen neuen Vertrag für die Saison 1976/77, sodass dieser als Free Agent zu den Boston Bruins wechselte.
Bei den Bruins gelang es dem Offensivspieler nach einer kurzen Zeit bei den Rochester Americans in der AHL ab Februar 1977 zum Stammkader der Bruins zu gehören. In den ersten beiden Jahren erreichte er mit dem Team jeweils die Finalserie um den Stanley Cup, blieb dabei aber erfolglos. Insgesamt fand er dort für vier Spielzeiten eine sportliche Heimat und erreichte in seinem besten Jahr 46 Scorerpunkte, ehe er im NHL Waiver Draft im Oktober 1980 von den Nordiques de Québec ausgewählt wurde. Dort verbrachte Wensink die Saison 1980/81 und wurde danach erneut zum Free Agent. Er wechselte im September 1981 in das Franchise der Colorado Rockies und zog mit diesem ein Jahr später auch in den Bundesstaat New Jersey um, wo es unter dem Namen New Jersey Devils den Spielbetrieb fortsetzte.
Im Sommer 1983 kehrte der 30-Jährige der NHL den Rücken und wechselte auf Drängen seines Cousins Bill Wensick, eines langjährigen niederländischen Nationalspielers, ins Heimatland seiner Eltern. Er fungierte für zwei Jahre als Spielertrainer des niederländischen Klubs Vissers Nijmegen, den er 1984 zum erstmaligen Gewinn der Niederländischen Meisterschaft führte. Im folgenden Jahr wurde Nijmegen Vizemeister, wobei Wensink bei 14 Einsätzen 27 Scorerpunkte sammelte und sich danach aus dem Eishockeysport zurückzog. Nach einer mehrjährigen Pause feierte der 35-jährige Angreifer bei der C-Weltmeisterschaft 1989 im australischen Sydney ein Comeback und debütierte für die niederländische Nationalmannschaft, mit der der souveräne Aufstieg in die B-Gruppe gelang. Zwischen 1996 und 1998 betreute er als Cheftrainer schließlich das Juniorenteam der St. Louis Sting aus der North American Hockey League (NAHL).

## Erfolge und Auszeichnungen
- 1972 Coupe-du-Président-Gewinn mit den Cornwall Royals
- 1972 Memorial-Cup-Gewinn mit den Cornwall Royals
- 1984 Niederländischer Meister mit Vissers Nijmegen
- 1985 Niederländischer Vizemeister mit Vissers Nijmegen

### International
- 1989 Aufstieg in die B-Gruppe bei der C-Weltmeisterschaft

## Karrierestatistik

### International
Vertrat die Niederlande bei:
- C-Weltmeisterschaft 1989

(Legende zur Spielerstatistik: Sp oder GP = absolvierte Spiele; T oder G = erzielte Tore; V oder A = erzielte Assists; Pkt oder Pts = erzielte Scorerpunkte; SM oder PIM = erhaltene Strafminuten; +/− = Plus/Minus-Bilanz; PP = erzielte Überzahltore; SH = erzielte Unterzahltore; GW = erzielte Siegtore; 1 Play-downs/Relegation; Kursiv: Statistik nicht vollständig)